# Влощова
Влощова (пол. Włoszczowa) — город в Польше, входит в Свентокшиское воеводство, Влощовский повят. Имеет статус городско-сельской гмины. Занимает площадь 30,17 км². Население — 10 756 человек (на 2004 год).
В время Второй мировой войны на территории города нацисты организовали гетто. Осенью 1942 года практически все 5000 его узников были отправлены в лагерь смерти Треблинка.

## Известные уроженцы, жители
Антоний Мелитон Ростворовский (польск. Antoni Meliton Rostworowski; 10 марта 1789, Влощова, Свентокшиское воеводство — 15 апреля 1843, Варшава) — польско-французский военный, затем русский государственный деятель польского происхождения, тайный советник и сенатор.